# Kay Nielsen
Kay Rasmus Nielsen (København, 12. marts 1886 – Los Angeles, 21. juni 1957) var søn af skuespillerne Oda Nielsen og Martinus Nielsen. Han var en dansk tegner og illustrator. Han var populær i "guldalderen" i anglo-amerikansk bogillustration. Ligesom Arthur Rackham og Edmund Dulac var han kendt for sine illustrationer af gavebøger i det tidlige 20. århundrede. Nielsen er også kendt for sit samarbejde med Disney bl.a. i sekvensen En nat på Bloksbjerg i tegnefilmen Fantasia fra 1940. Sidst i 1940'erne og igen i 1950'erne vendte han tilbage til Danmark, hvor han opholdt sig i Bakkebølle. Nielsen rejste tilbage til U.S.A, hvor han døde .

## Literatur
- Peter Christen Asbjørnsen og Jørgen Moe: "East of the Sun & West of the Moon". Udgivet 1914. Engelsk oversættelse af den norske udgave G. W. Dasent (1910) og illustreret af Kay Nielsen.
- P. Chr. Asbjørnsen og Jørgen Moe: "Østen for solen og vesten for månen", Carlsen (1991). Dansk oversættelse af den engelske udgave og illustreret af P.J. Lynch. Eventyret blev oprindeligt udgivet på norsk i 1899.
- Noel Daniel: "Kay Nielsen - East of the Sun and West of the Moon", Taschen Gmbh (2015). På engelsk.
- David Larkin: "The Unknown Paintings of Kay Nielsen, with an Elegy by Hildegarde Flanner", Peacock Press / Bantam Books (1977). På engelsk.